# Вока (деревня)
Во́ка (эст. Voka) — деревня в волости Тойла, уезд Ида-Вирумаа, Эстония. 

## География и описание
Расположена на расстоянии 7 км к северо-востоку от уездного центра — города Йыхви, и в 3 км к юго-востоку от волостного центра — посёлка Тойла. Высота над уровнем моря — 48 метров.
На северо-востоке деревня граничит с одноимённым посёлком.
Климат умеренный. Официальный язык — эстонский. Почтовый индекс —  41718.

## Население
По данным переписи населения 2021 года, в Вока насчитывалось 93 жителя, из них 86 (92,5 %) — эстонцы.
По данным переписи населения 2011 года, в деревне  проживали 106 человек, из них 98 (92,5 %) — эстонцы.
Численность населения деревни Вока по данным переписей населения:
| Год  | 1959 | 1970  | 2000 | 2011  | 2021 |
| ---- | ---- | ----- | ---- | ----- | ---- |
| Чел. | 160  | ↘ 145 | ↘ 84 | ↗ 106 | ↘ 93 |

## История
Первоначальным названием деревни было Киривере (эст. Kirivere) или Кяривере (эст. Kärivere). В письменных источниках 1426 года упоминается Kiriuere, 1583–1589 годов — Käriwieri, 1726 года — Kärrifer. В 1620 году владельцем деревни Kirrefär by обозначен Hans Fåk, который, вероятно, был тем же человеком, что и Йоханн Фок (Johann Fock) — первый владелец мызы Фокенхоф, основанной в шведские времена на месте находившейся здесь деревни Коллота (в 1726 году мыза упоминается как эст. Kollota mõis). 
В 1796 году упоминается Wokka. Название Вока произошло от фамилии Фок. 
В начале XX века деревня упоминается под названием Чудлейгъ (Чудлейгъ, нем. Chudleigh) — по девичьей фамилии последней владелицы мызы Фокенхоф, англичанки Элизабет Пьерпон (Elisabeth Pierrepont, в девичестве Чудлейг (Chudleigh), 1721–1788), которая и дала мызе её немецкое название.
В 1977—1997 годах деревня Вока входила в состав посёлка Вока.

## Комментарии
1. ↑  Эстонские топонимы, оканчивающиеся на -а, не склоняются и не имеют женского рода (исключение — Нарва)[6].